# Kilema Kusini
Kilema Kusini è una circoscrizione rurale (rural ward) della Tanzania situata nel distretto rurale di Moshi, regione del Kilimangiaro. Conta una popolazione di 22 711 abitanti (censimento 2012).